# Pierre Celis
Pour les articles homonymes, voir Celis.
 (avril 2024).
La mise en forme du texte ne suit pas les recommandations de Wikipédia : il faut le « wikifier ».
Les points d'amélioration suivants sont les cas les plus fréquents. Le détail des points à revoir est peut-être précisé sur la page de discussion.
- Les titres sont pré-formatés par le logiciel. Ils ne sont ni en capitales, ni en gras.
- Le texte ne doit pas être écrit en capitales (les noms de famille non plus), ni en gras, ni en italique, ni en « petit »…
- Le gras n'est utilisé que pour surligner le titre de l'article dans l'introduction, une seule fois.
- L'italique est rarement utilisé : mots en langue étrangère, titres d'œuvres, noms de bateaux, etc.
- Les citations ne sont pas en italique mais en corps de texte normal. Elles sont entourées par des guillemets français : « et ».
- Les listes à puces sont à éviter, des paragraphes rédigés étant largement préférés. Les tableaux sont à réserver à la présentation de données structurées (résultats, etc.).
- Les appels de note de bas de page (petits chiffres en exposant, introduits par l'outil «  Source ») sont à placer entre la fin de phrase et le point final[comme ça].
- Les liens internes (vers d'autres articles de Wikipédia) sont à choisir avec parcimonie. Créez des liens vers des articles approfondissant le sujet. Les termes génériques sans rapport avec le sujet sont à éviter, ainsi que les répétitions de liens vers un même terme.
- Les liens externes sont à placer uniquement dans une section « Liens externes », à la fin de l'article. Ces liens sont à choisir avec parcimonie suivant les règles définies. Si un lien sert de source à l'article, son insertion dans le texte est à faire par les notes de bas de page.
- La présentation des références doit suivre les conventions bibliographiques. Il est recommandé d'utiliser les modèles {{Ouvrage}}, {{Chapitre}}, {{Article}}, {{Lien web}} et/ou {{Bibliographie}}. Le mode d'édition visuel peut mettre en forme automatiquement les références.
- Insérer une infobox (cadre d'informations à droite) n'est pas obligatoire pour parachever la mise en page.

Pour une aide détaillée, merci de consulter Aide:Wikification.
Si vous pensez que ces points ont été résolus, vous pouvez retirer ce bandeau et améliorer la mise en forme d'un autre article.
Pierre Celis ( Hoegaarden, 21 mars 1925 - Tienen, 9 avril 2011) est un brasseur de bière flamand.

## Carrière

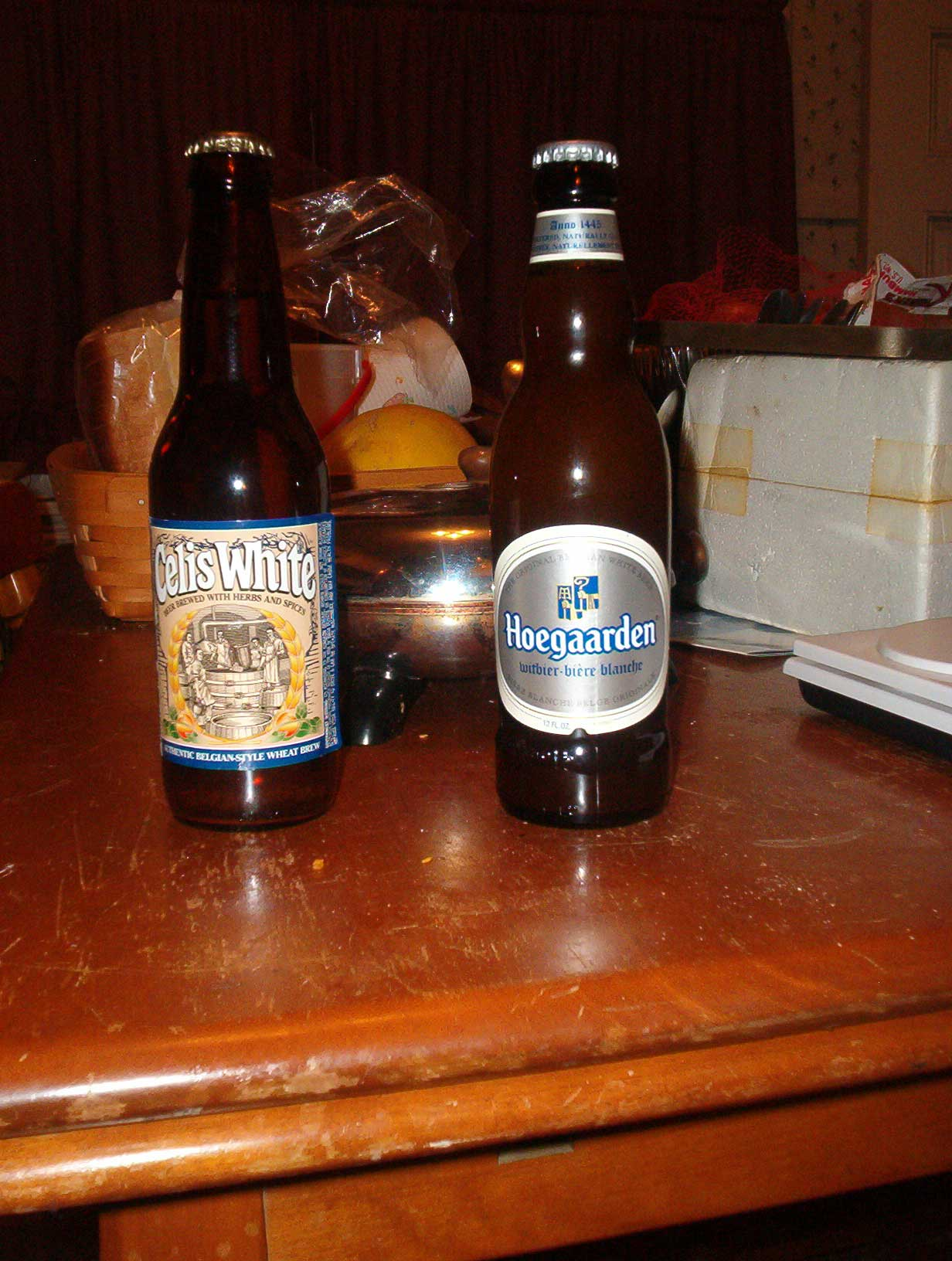
Pierre Celis, brasseur entre autres du Witte van Hoegaarden et du Celis White.

En 1966, il fonde la brasserie De Kluis dans son village natal et produit, entre autres, la bière blanche de Hoegaarden.
Celis est laitier de profession mais a appris le métier de brasseur auprès de son voisin Tomsin, le dernier brasseur artisanal de Hoegaarden. En 1965, quelques années après la fermeture de Tomsin, Celis commence un test de brassage dans son grenier à foin. En 1966, il fonde la brasserie De Kluis. La production augmente d'année en année, en partie grâce au soutien du bourgmestre du village, Frans Huon.
Dans les années 1980, Celis investit dans le rachat de Hougardia, une ancienne usine de limonade, et la transforme en brasserie. En 1985, cette succursale est détruite par un incendie. Cet accident entraîne le rachat de la brasserie par Interbrew, aujourd'hui InBev.
Après le rachat par Interbrew, Pierre Celis s'installe temporairement aux États-Unis, où il ouvre une nouvelle brasserie, Celis Brewery, à Austin, Texas en 1991. Il y commercialise, entre autres, le Celis White, également distribué sur le marché belge. Après quelques années, pour des raisons de santé, il est également contraint de vendre cette brasserie à un grand groupe, Miller. Le chiffre d'affaires, jusque-là en hausse, s'effondre immédiatement et finalement Miller ferme la brasserie. Celis rentre ensuite en Belgique et fait brasser de la Grottenbier dans une autre brasserie, une bière qui mûrit dans les grottes de Kanne.
Le 17 décembre 2005, il est promu citoyen d'honneur de Hoegaarden. En mars 2006, il annonce qu'il retourne au Texas pour agrandir davantage la brasserie d'un ami, Real Ale Brewing Company, dans la ville de Blanco, mais ses intentions ne se sont pas concrétisés. Pendant ce temps, ses problèmes de santé s'aggravent. Il est décédé à Tirlemont en 2011.
En juin 2012, sa fille Christine Celis reprend le contrôle de la marque Celis et veut brasser à nouveau Celis White à Austin selon la recette originale.